# Брегма
Брегма (лат. bregma; от греч. brechmus — темя и brecho — увлажняю) — антропометрическая точка, находящаяся на крыше черепа человека и соответствующая месту соединения венечного (образуется соединением теменных костей и лобной кости) и сагиттального (образуется соединением между собой двух теменных костей) швов. У младенцев эта точка соответствует расположению лобного (переднего) родничка.
В комментариях к сочинениям Аристотеля брегма определяется как передняя часть головы, которая располагается над лбом. Устаревшее латинское название теменной кости (os parietale) — os bregmaticum. Сейчас данным термином обозначают родничковую косточку, находящуюся на месте лобного родничка. 
В настоящее время в антропологическом отношении брегма используется в качестве характеристики лобной кости (наклона лба, изгиба и т. п.), формы дуги сагиттального шва и т. д. У живого человека брегма практически не определяется либо определяется с трудом. На голове человека, лишённого волос, она заметна немного лучше и имеет вид незначительного вдавления.